# Strzępoczka zielonawa
Strzępoczka zielonawa (Heteromeyenia stepanowii) – gatunek gąbek słodkowodnych.

## Występowanie
Występuje w Europie na nielicznych stanowiskach. Stosunkowo często spotykana w Polsce.

## Opis
Gąbka z gatunku Heteromeyenia stepanowii może przybierać barwę sinawą, szmaragdowozieloną lub żółtawozieloną. Tworzy cienką warstwę pokrywającą rośliny o delikatnej śluzowatej strukturze.